# Rivière des Écossais
La rivière des Écossais est un affluent de la rivière du Sud-Ouest. Elle coule dans la région administrative de la Montérégie, sur la Rive-Sud du fleuve Saint-Laurent, au Québec, Canada. Son cours vers le nord-est traverse successivement les municipalités de :
- Sainte-Brigide-d'Iberville, MRC de Le Haut-Richelieu ;
- Farnham, MRC de Brome-Missisquoi ;
- Saint-Césaire dans la municipalité régionale de comté (MRC) Rouville.

## Géographie
Les principaux bassins versants voisins de la rivière des Écossais sont :
- Côté nord et côté est : rivière Yamaska ;
- Côté sud : rivière aux Brochets, baie Missisquoi ;
- Côté ouest : rivière du Sud-Ouest, rivière Richelieu.

La rivière des Écossais prend sa source de divers ruisseaux agricoles et forestiers de la partie ouest de Sainte-Brigide-d'Iberville. Cette zone est située au nord du chemin de fer du Canadien National, au sud de l'autoroute 10, au sud de la route 104 et à l'ouest de Farnham.
À partir de cette zone de tête, la rivière des Écossais coule sur :
- 7,1 km vers le nord en zone agricole dans Farnham jusqu'à la route 233 ;
- 2,5 km vers le nord-ouest en zone agricole en longeant la route 233 (du côté ouest) et recueille les eaux du ruisseau François-Paquette (venant du sud) ; puis traverse cette dernière à environ 240 m au sud de l'autoroute 10 ;
- 0,7 km vers le nord-est en zone agricole jusqu'à l'autoroute 10 qu'elle traverse ;
- 3,2 km vers le nord-est en zone agricole jusqu'à son embouchure..

L'embouchure de la rivière des Écossais se déverse dans la rivière du Sud-Ouest. Cette embouchure est à 2,6 km en amont du pont de Saint-Césaire sur la rivière Yamaska (route 112) et à 2,8 km en aval du pont de autoroute 10.

## Toponymie
Jadis, ce cours d'eau était désigné Petite rivière du Sud-Ouest.
Le toponyme rivière des Écossais a été officiellement inscrit le 17 août 1978 à la Banque des noms de lieux de la Commission de toponymie du Québec.